# Cristóbal de Leiningen-Westerburg
Cristóbal de Leiningen-Westerburg (en alemán : Christopher von Leiningen-Westerburg ; * 30 de septiembre de 1575 ; † 1635 ) es el conde de Leiningen-Westerburg .

## Biografía
Es el tercer hijo del conde Jorge I de Leiningen-Westerburg ( 1533-1586 ) y su esposa Margarita de Isenburg-Birstein (1542-1613), viuda del conde Baltazar de Nassau-Wiesbaden-Idstein (1520-1568), hija del conde Reinhard de Isenburg-Büdingen-Birstein y Elizabeth von Waldeck-Wildungen . Es nieto del conde Kuno II von Leningen-Westerburg ( 1487-1547 ) y Maria von Stolberg-Wernigerode (1507-1571). Es hermano de Earl Philip Jacob von Leningen-Westerburg (1572-1612) y Earl Reinhard III (1574-1655). [1]

## Familia
Christoph se casó el 25 de agosto de 1601 con Anna Maria Ungnad, Pharise von Weissenwolf (* 29 de septiembre de 1573; † 1606), hija de Frycher Simeon Ungnad von Zoneg y Katarina von Plesse. Tienen una hija: [2] [3]
- Margarita Isabel de Leiningen-Westerburg ( 1604-1667 ), casada en 1622 con Landgrave Federico I de Hesse-Homburg (1585-1638)

En 1611, Christoph se casó por segunda vez con la condesa Philip Catalina Walpurgis de Wied (* circa 1595; † 1647), hija del conde Guillermo IV de Wied y Juana Sibila von Hanau-Lichtenberg . Tienen hijos: 
- Johann Sybila († 1655)
- Magdalen Elizabeth (* 1613)
- Amalia
- María († 1618)
- Catharine († 1618)
- Philip Ludwig (1617-1637), conde de Leiningen-Westerburg, casado en 1636 con la condesa Maria Juliana von Leiningen-Westerburg (1616-1657)
- Juliana Valpurgis, casada en 1660 con el Dodger Moritz von Inhausen-Knipphausen (1626 - 1703)
- Margaret (1617-1622)
- Anna Sofía († 1632)
- Georg Wilhelm de Leiningen-Westerburg (1619-1695), conde de Leningen-Westerburg, casado en 1644 con la condesa Sofía Isabel de Lippe-Detmold (1626-1688), hija del conde Simon VII de Lippe
- Juliana Katarina
- Úrsula

- Datos: Q26327134